# Timbuka masseneti
Timbuka masseneti là một loài nhện trong họ Anyphaenidae.
Loài này thuộc chi Timbuka. Timbuka masseneti được Lucien Berland miêu tả năm 1913.